# Business Punk
Business Punk ist eine Wirtschaftszeitschrift, die zweimonatlich bei der Weimer Media Group erscheint (bis 2023 bei Gruner + Jahr).

## Geschichte
Die Gründung der Zeitschrift Business Punk erfolgte im Jahr 2009, als Nikolaus Röttger und Anja Rützel mit dem gleichnamigen Konzept den dritten Platz bei einem Ideenwettbewerb von Gruner + Jahr belegten. Am 15. Oktober 2009 wurde eine Testausgabe mit einer Druckauflage von 100.000 Exemplaren veröffentlicht. Nachdem die Testausgabe laut Verlag eine verkaufte Auflage von 42.000 Exemplaren erreicht hatte, wurde die Zeitschrift 2010 mit zwei Ausgaben fortgesetzt. 2011 folgten drei weitere Ausgaben. Die Zeitschrift erschien 2012 und 2013 vierteljährlich und erscheint seit 2014 zweimonatlich. 2013 zog die Redaktion von Hamburg nach Berlin. Zum 1. März 2021 fusionierten die Hauptstadtredaktion des Sterns und die Redaktionen der Zeitschriften Capital und Business Punk. Die Politik- und Wirtschafts-Redaktion des Stern in Hamburg wurde aufgelöst.
Gründungsredaktionsleiter Nikolaus Röttger wurde im Mai 2013 von Matthias Oden abgelöst. Nachdem Oden als stellvertretender Chefredakteur zu Werben & Verkaufen wechselte, wurde Ruth Fend im September 2014 seine Nachfolgerin. Als Fend Chefredakteurin von Neon und Nido wurde, übernahmen im September 2016 Christian Cohrs und Tolgay Azman die Redaktionsleitung. Azman wechselte im Januar 2018 als stellvertretender Chefredakteur zu Stern.de. Im November 2019 übernahmen Julia Berger und Alexander Langer die Redaktionsleitung von Cohrs.
Am 7. Februar 2023 wurde bekannt, dass der Fernsehkonzern RTL Deutschland im Zuge von Sparmaßnahmen einen Teil der von Gruner + Jahr übernommenen Zeitschriften verkaufen will. Dazu gehört demnach auch der Titel Business Punk. Im Juli gab RTL bekannt, dass Business Punk an die Weimer Media Group verkauft wurde.
Im Oktober 2023 wurde die Führung des Magazins verändert mit Alexander Langer als Chefredakteur, Andreas Struck als Managing Director und Julia Krempin als Editorial Director. Nach drei Monaten verließ Alexander Langer das Wirtschaftsmagazin und wurde im Januar 2024 durch Oliver Stock ersetzt.

## Inhalte
Die Zeitschrift hatte 2017 zwei große Themenblöcke: „work hard“ und „play hard“. Die Zeitschrift porträtiert „Business-Rebellen“ und berichtet über nationale und internationale Innovationen aus der Internet-, Technik-, Medien- und Unternehmensszene. Die meisten Unternehmen, die vorgestellt werden, kommen aus der Startup-Szene. Weitere Themen sind Officekultur, Karriere und Lifestyle, inklusive Mode, Film und Musik.